# ドワイト・D・アイゼンハワー
ドワイト・デイヴィッド・アイゼンハワー（英語: Dwight David Eisenhower、1890年10月14日 - 1969年3月28日）は、アメリカの政治家、陸軍軍人。第34代アメリカ合衆国大統領。最終階級は元帥。通称はアイク（Ike）。軍人としては連合国遠征軍最高司令官、アメリカ陸軍参謀総長、NATO軍最高司令官を歴任した。モットーは「物腰は優雅に、行動は力強く」である。

## 生涯

### 生い立ちと家族
1890年10月14日、テキサス州デニソンにてデイヴィッド・ジェイコブ（David Jacob Eisenhower）とアイダ・エリザベス・ストーヴァー・アイゼンハワー（Ida Elizabeth Stover）の三男として誕生する。
ドイツ西南部のフランスとの国境に近いザールブリュッケン郡カールスブルンより宗教的迫害を逃れて17世紀にスイスに移住し、さらに1730年にアメリカのヨーク地区からランカスターに移住したペンシルベニア・ドイツ人に近い家系の出身である。
また、母のアイダはメノー派スイス系ドイツ人のリヴァー兄弟団、後にエホバの証人ものみの塔協会の会員となり、1898年に受洗した。
アイゼンハワー家はドイツ系であるが、18世紀以来アメリカで暮らし、その後一家は1892年にカンザス州アビリーンへ転居した。

### バター工場労働者からウエストポイントへ
アイゼンハワーはアビリーン高校に入学し、1909年に卒業した。在学中に膝の怪我による感染症が脚の付け根まで拡がり、命の危険があると診断された。医師は足の切断を勧めたが、これを拒否し、後に奇跡的に回復したものの、1年留年した。
高校卒業後、兄のエドガーと共に大学進学を希望していたが、経済的に困難な状況であった。そこで彼らは、一方が大学に通い、もう一方がその年の授業料を稼ぐという取り決めをした。始めの年はエドガーが大学に通い、ドワイトはベルスプリングのバター工場で夜勤シフトの従業員として働き始めた。1年後、エドガーは連続で通学したいと申し出た。ドワイトは承諾して、引き続きバター工場で働くこととなった。
その時期に友人のハズレットが、無償で教育を受けられる海軍兵学校の受験を勧め、軍人になる決意を固め、カンザス州上院議員ジョゼフ・L・ブリストウの推薦を得ることに成功した。現在では、ブリストウ議員はアイゼンハワーの推薦人となったことで最もよく知られている。アメリカ陸軍とアメリカ海軍の入学試験に首尾よく合格したが、海軍は年齢制限のため入れず、1911年にウエストポイントにあるアメリカ陸軍士官学校への入学を決めた。以後、1969年に死去するまで、大統領であった8年間を除き、軍人としての生涯を過ごした。約束は果たされなかったが、兄のエドガーは無事ミシガン大学ロースクールを卒業し、やり手の弁護士としてワシントン州で開業している。

### 結婚
1916年7月1日、コロラド州デンバーでマミー・ジュネーブ・ダウド（1896年11月 - 1979年11月）と結婚した。夫妻はダウド・ドワイト・アイゼンハワー（1917年9月 – 1921年1月）とジョン・シェルドン・ダウド・アイゼンハワー（1922年8月 - 2013年12月）をもうけた。ジョン・アイゼンハワーは陸軍で勤務し、次に作家になり、ベルギー大使を務めた。ジョン・アイゼンハワーの息子、デイヴィッド・アイゼンハワーは、リチャード・ニクソンの娘のジュリーと1968年に結婚した。

### 軍歴

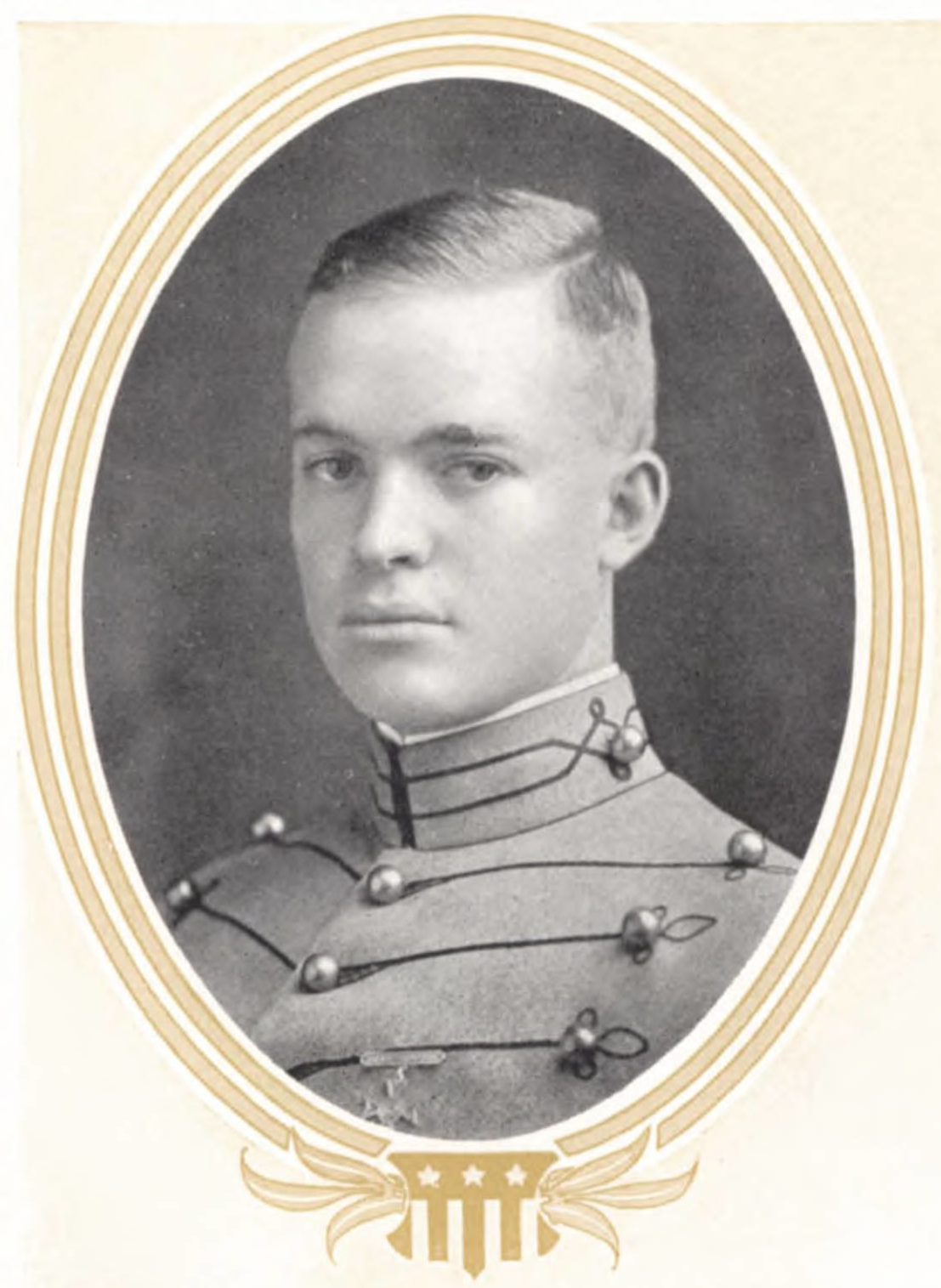
1915年、陸軍士官学校を卒業時の肖像

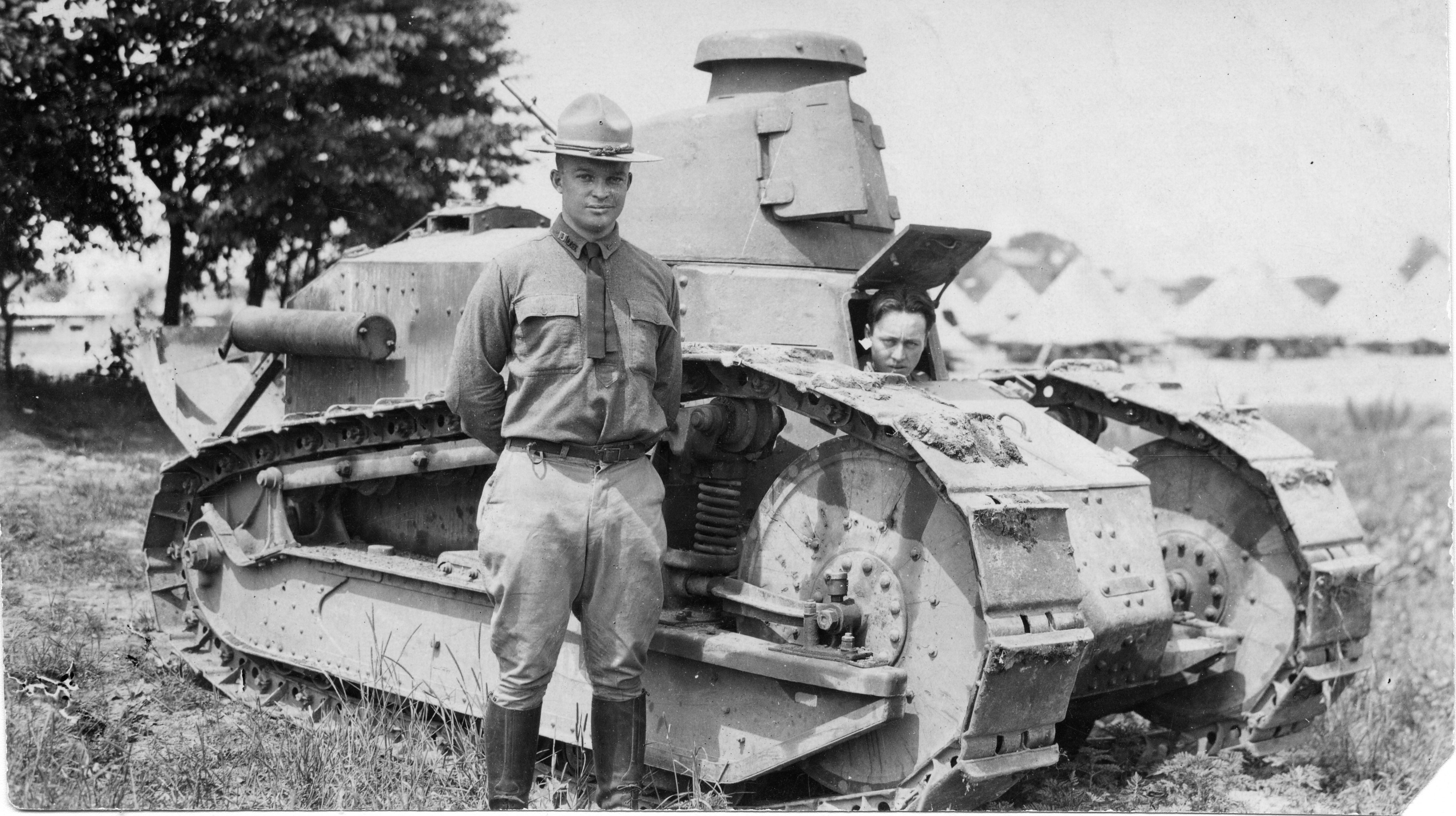
FT-17軽戦車と少佐時代のアイゼンハワー

1915年、陸軍士官学校を卒業した。テキサスとジョージアで1918年まで歩兵と共に、また1918年から1922年まではメリーランド州キャンプ・ミードなどで戦車隊と共に軍務に就いた。第一次世界大戦への従軍を願い出たが、許可されなかった。
1917年に大尉、1920年に少佐に昇進し、次いで1922年から1924年の間にパナマ運河地帯でフォックス・コナー将軍の副官の地位にあり、軍事面で彼から大きな影響を受け、優れた管理能力を身に付けた。1925年と1926年にはカンザス州フォートレヴェンワースで指揮官および参謀学校に勤務し、1927年までジョージア州フォートベニングで大隊指揮官を務めた。
1920年代の終わりから1930年代の初めまで、アイゼンハワーの軍歴は停滞した。階級も16年間少佐のままであった。アイゼンハワーはアメリカ戦碑委員会に就任、その後ジョン・パーシング将軍によってワシントンD.C.の陸軍戦争大学での奉職を余儀なくされた。そして次に、ジョージ・V・モゼリー将軍（国防副長官、1929年 - 1933年）の副官を務めた。
その後、アイゼンハワーは1935年まで陸軍参謀総長ダグラス・マッカーサー大将の主任補佐武官を務め、1935年に陸軍参謀総長を退任して少将に戻ったマッカーサーがフィリピン政府の軍事顧問を務めることになった時、マッカーサーの希望で副官となった。マッカーサーは着任後、アメリカ軍の威容を示すためにマニラ市内でパレードをすることを思いつき、アイゼンハワーに計画を立てさせ、各方面に折衝を行わせた。ところが、このパレード計画はフィリピン・コモンウェルス政府に無断で行われていたため、フィリピン大統領マニュエル・ケソンが抗議を行った。マッカーサーは副官であるアイゼンハワーのミスであると弁解し、アイゼンハワーをしかりつけた。以後、マッカーサーはアイゼンハワーの細かい失敗を指摘しつづけ、嫌になったアイゼンハワーが転任希望を出してもそれを握り潰し続けた。その後、1936年にようやく中佐に昇進した。
その後1940年1月にアメリカへ戻り、ワシントン州フォート・ルイスの第15歩兵連隊勤務となった。これ以降は順調な出世を重ね、11月には第3師団の参謀長、1941年3月に大佐に昇進して第9軍団参謀長、6月にはテキサス州フォート・サム・ヒューストンで第3軍の司令官ウォルター・クルーガー中将の参謀長に任命された。アイゼンハワーは1941年9月に准将に昇進した。アイゼンハワーの管理能力は注目されたが、第二次世界大戦へのアメリカの参戦前夜においては、実戦での指揮経験が全くなく、大きな作戦の司令官となる可能性は極めて薄かった。
1941年12月7日の日本軍による真珠湾攻撃の後、フィリピンに関する知識を買われ、参謀本部戦争計画局次長に任命された。アイゼンハワーは陸軍参謀総長ジョージ・C・マーシャル大将の信任を得、1942年3月には参謀本部に新設された作戦部の初代部長に任命され、数日後には少将に昇進した。アイゼンハワーはここで対独作戦計画を立案した。アイゼンハワーの計画は、イギリスを基地として、戦略爆撃・海軍艦艇の大量起用・大規模な上陸作戦を行うことで西北ヨーロッパを制圧するというものであった。マーシャルはこの計画を承認し、その際の指揮官としてアイゼンハワーを登用することを決めた。まもなく中将に昇進したアイゼンハワーは、来るべきヨーロッパでの反攻作戦のためにイギリスに向かうことになった。

### ヨーロッパ戦域連合国軍指揮官

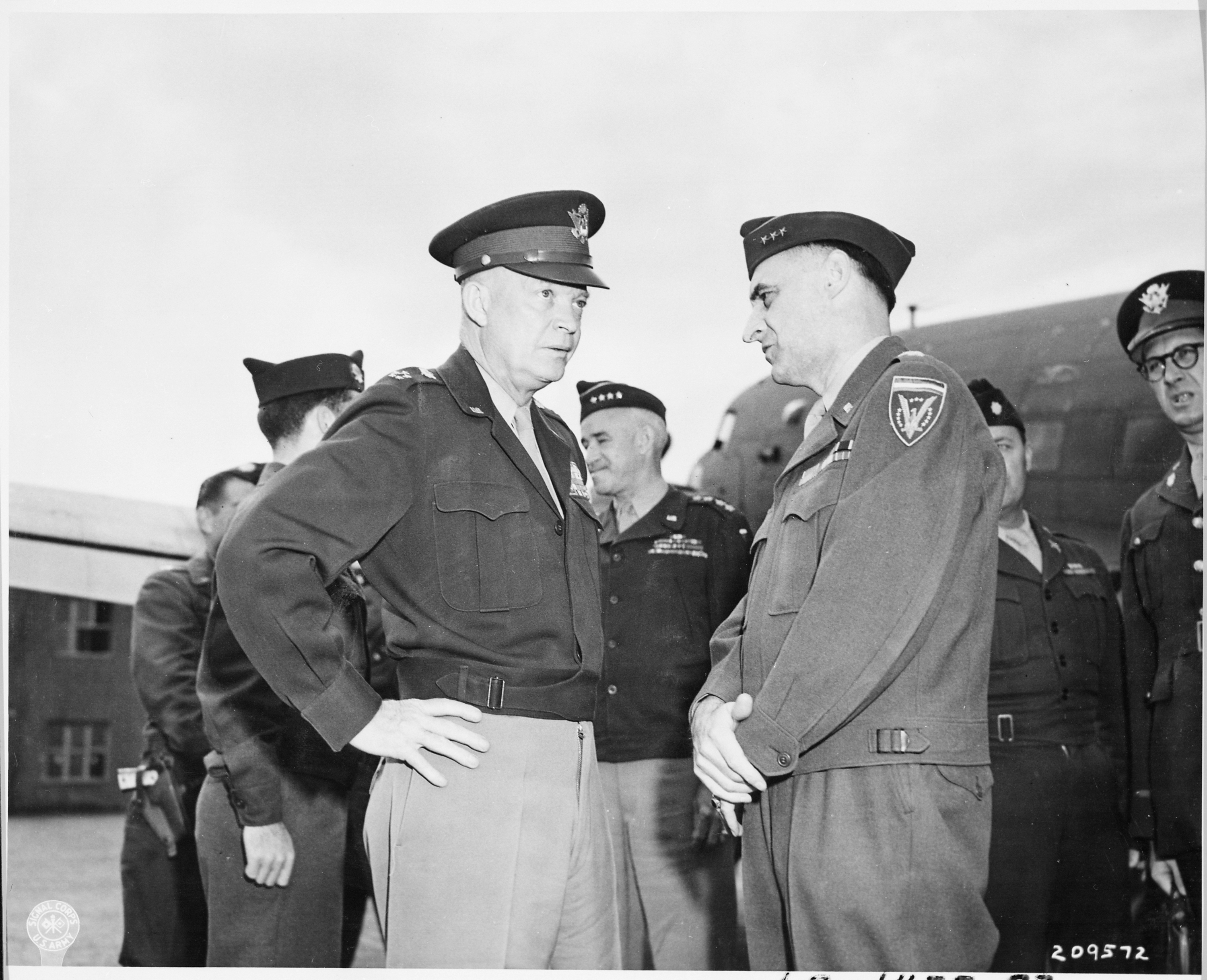
ポツダム会談時

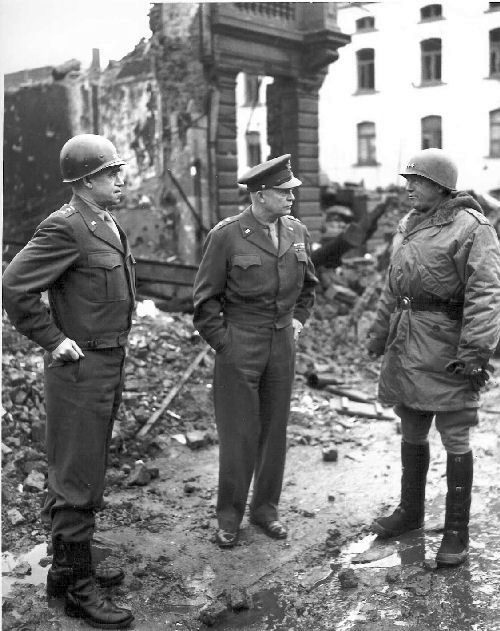
右からジョージ・パットン、アイゼンハワー、オマール・ブラッドレー

1942年6月にアイゼンハワーはロンドンに司令部を置くヨーロッパ戦域の連合国軍最高司令官（CINCAF）に着任し、イギリス軍や旧ヴィシー政権軍の将軍たちとの調整を行った。
アイゼンハワーはアメリカ軍による新聞検閲制度を廃止し、兵士たちのトラブルをあえて開示することで綱紀を粛正しようとした。また兵士たちに対して、アメリカの戦争目的が民主主義のためであるという教育を徹底させ、さらに兵士たちにイギリス人に対する配慮を求めることで、両国間の関係を改善させた。アイゼンハワー自身に対する人気も高まり、日に9回もパーティーに出席せねばならないほどであった。
最初の大仕事はモロッコとアルジェリアへの連合軍上陸作戦、即ち1942年11月8日に開始された「トーチ作戦」であった。アイゼンハワーがトーチ作戦の最高司令官の座を要求したアンリ・ジロー大将を説得し、北アフリカにおける民政長官の座を与えることで収めたことは、彼の高い調整能力を示すものであった。
マーシャルやフランクリン・ルーズベルト大統領は「国威発揚をもたらし、高い調整能力を持つ」として、1944年3月にアイゼンハワーを大将に任命した。中佐になってからわずか4年であり、この時点では空前のスピード昇進であった。
以降ハスキー作戦に始まるイタリア戦線の最高指揮官となり、ジョージ・パットンやバーナード・モントゴメリーといった癖の強い部下たちの調整に当たった。9月8日にはイタリア王国との休戦条約を締結している（イタリアの降伏）。

### 連合国遠征軍最高司令官
イギリスの首相ウィンストン・チャーチルは、ヨーロッパ反攻作戦における連合国遠征軍最高司令官にアイゼンハワーではなく陸軍参謀総長のマーシャル大将を希望し、大統領のルーズベルトもそれに傾いていたが、統合参謀本部のメンバーである大統領付参謀長ウィリアム・リーヒ大将、アメリカ合衆国艦隊司令長官兼アメリカ海軍作戦部長アーネスト・キング大将、陸軍航空軍総司令官ヘンリー・アーノルド大将は、統合参謀本部にマーシャルは不可欠であるとして反対し、ルーズベルトはカイロ会談、テヘラン会談を終えて帰国する直前に、アイゼンハワーを連合国遠征軍最高司令官とすることに決定した。
連合国遠征軍最高司令部はヨーロッパ反攻作戦として「オーバーロード作戦（ノルマンディー上陸作戦）」の計画を行い、アイゼンハワーはその計画の実行を1944年6月6日（D-デイ）とする決断を行った。上陸作戦は成功し、その後も順調に戦線を拡大した。
12月20日、アイゼンハワーは陸軍元帥に昇進した。1920年に少佐になってから中佐に昇進するまで16年を要し、第二次世界大戦勃発時には一介の中佐にすぎなかったが、その後わずか5年3ヶ月で元帥に昇進した（1941年3月大佐昇進、同年9月准将昇進、1942年3月少将昇進、同年11月中将昇進、1944年大将昇進）。これはアメリカ陸軍史上空前の記録であった。1945年末までヨーロッパ戦線における450万人の連合軍全軍の最高司令官であった。
アイゼンハワーはこれらの地位でリーダーシップと外交の才能を示した。アイゼンハワーはオマル・ブラッドリー将軍やパットン将軍のような前線の指揮官の尊敬を勝ち取り、チャーチルやモントゴメリー、シャルル・ド・ゴールのような一筋縄ではいかない協力者と巧みに取り引きした。戦略上、チャーチルおよびモントゴメリーとは基本的に相容れないものがあったが、彼らとの関係を転覆することはなかった。またアイゼンハワーは、ゲオルギー・ジューコフのようなソ連の司令官や、しばしばヨシフ・スターリンと直接交渉することさえあったが、それはルーズベルト大統領が彼に対して信頼を抱いていたからであり、ソ連からもアイゼンハワーは高く評価されて勝利勲章を贈られた。彼はサインに「アイク」と署名することを好み、一般の兵士たちにも気を配って不正を根絶しようとした。このため一般将兵からも高い人気を得、彼らは後の大統領選挙においてもアイゼンハワーを支持することになる。
1945年5月8日のドイツの降伏後、アイゼンハワーはフランクフルトを本拠に、アメリカによる占領地帯の軍政長官に就任したものの、ほどなくパットンにこの地位を委任した。彼は1945年11月に陸軍参謀総長に任命され、1948年2月まで在任した。
冷戦中の1950年12月には北大西洋条約機構（NATO）軍の最高司令官になった。元帥であるアイゼンハワーは終身現役陸軍軍人に留まる資格を有していたが、大統領選挙に当たって1952年7月にアメリカ陸軍を退役している。そして大統領を2期8年務めた後、次のケネディ大統領はただちにアイゼンハワーを「1944年12月20日に溯って現役の陸軍元帥に再任」している（「現役復帰」ではない）。

### 大統領選挙
1948年7月、コロンビア大学の学長に選ばれ、ニューヨークに居を構えた。1945年以来大統領候補となる可能性を指摘されてきたが、1936年以来積極的にアメリカ共和党大統領候補としての指名を求めていたマッカーサーと異なり、当人は政治にほとんど関心が無く選挙で投票したことも無かったので、支持政党が共和党か民主党かも知られていなかった。
トルーマンは否定しているが、歴史家の何人かは1948年アメリカ合衆国大統領選挙でトルーマンがアイゼンハワーを支持して引退することを申し出たとする。1952年アメリカ合衆国大統領選挙では、民主党・共和党の両党から立候補を要請された。アイゼンハワーは出馬を最初拒絶したが、結局説得を受け、共和党の大統領候補として立候補することとなった。その理由としてアイゼンハワーは「民主党が20年間大統領を輩出し、その変更を国が必要としたので共和党を選んだ」と語った。オハイオ州選出のロバート・タフト上院議員を破り、共和党の大統領候補としての指名を得た。
大統領選挙の序盤には、アイゼンハワーは「非政治家」としてキャンペーンを行い、対立候補であるイリノイ州知事で民主党のアドレー・スティーブンソンについて言及しなかった。その代わりに他の共和党員が彼の温厚な公のイメージを守りつつも、民主党員を「共産主義に寛大」として非難する冷戦キャンペーンをすることを黙認した。このためアイゼンハワーはカリフォルニアから選出された若手の上院議員で、反共姿勢で知られたリチャード・ニクソンを副大統領候補に選んだ。アイゼンハワーとニクソンは442人の選挙人の投票を得て、11月の本選挙に勝利した。対するスティーブンソンの得票は89だった。

## 大統領

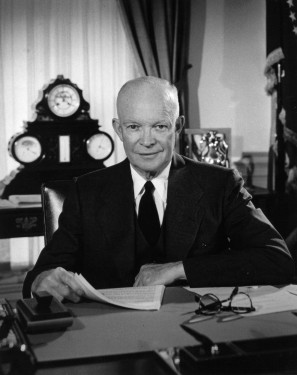
ホワイトハウスで（1956年2月29日）

1953年1月20日、アイゼンハワーは大統領に就任し、その後大統領職にある期間を通じて人気を保持した。1956年には前回の大統領選挙に続いてテキサス州・テネシー州の伝統的に共和党勢力が強い州の票を維持し、再びスティーブンソンを前回の選挙以上の大差をもって破り、副大統領ニクソンとともに再選された。

### 外交問題

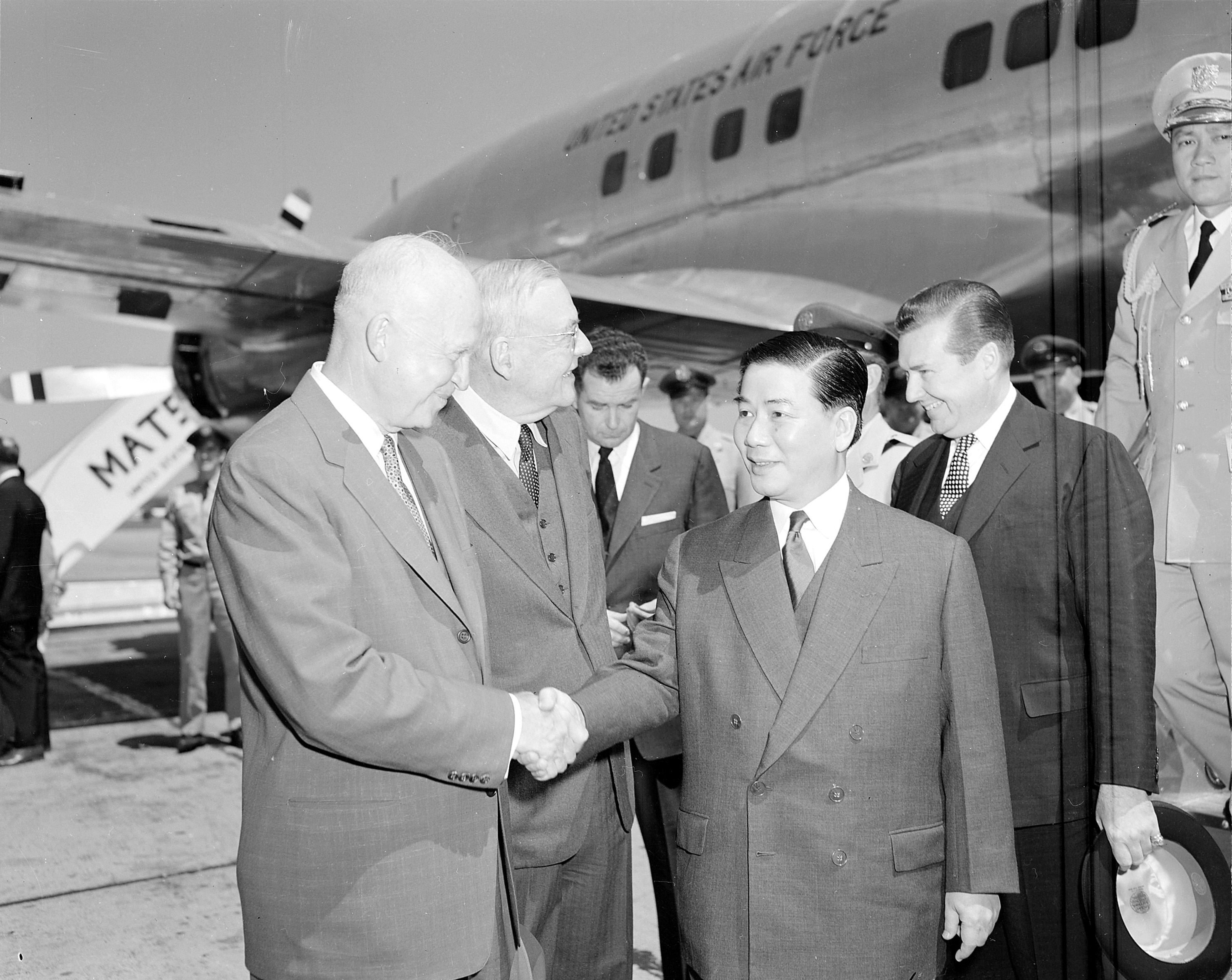
ワシントンD.C.を訪れた南ベトナムの大統領ゴ・ディン・ジエムを迎えるアイゼンハワー

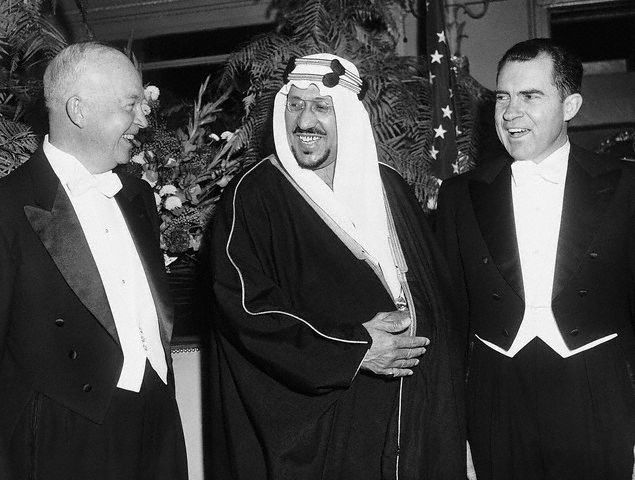
サウジアラビアの国王サウード・ビン・アブドゥルアズィーズおよび副大統領ニクソンとともに

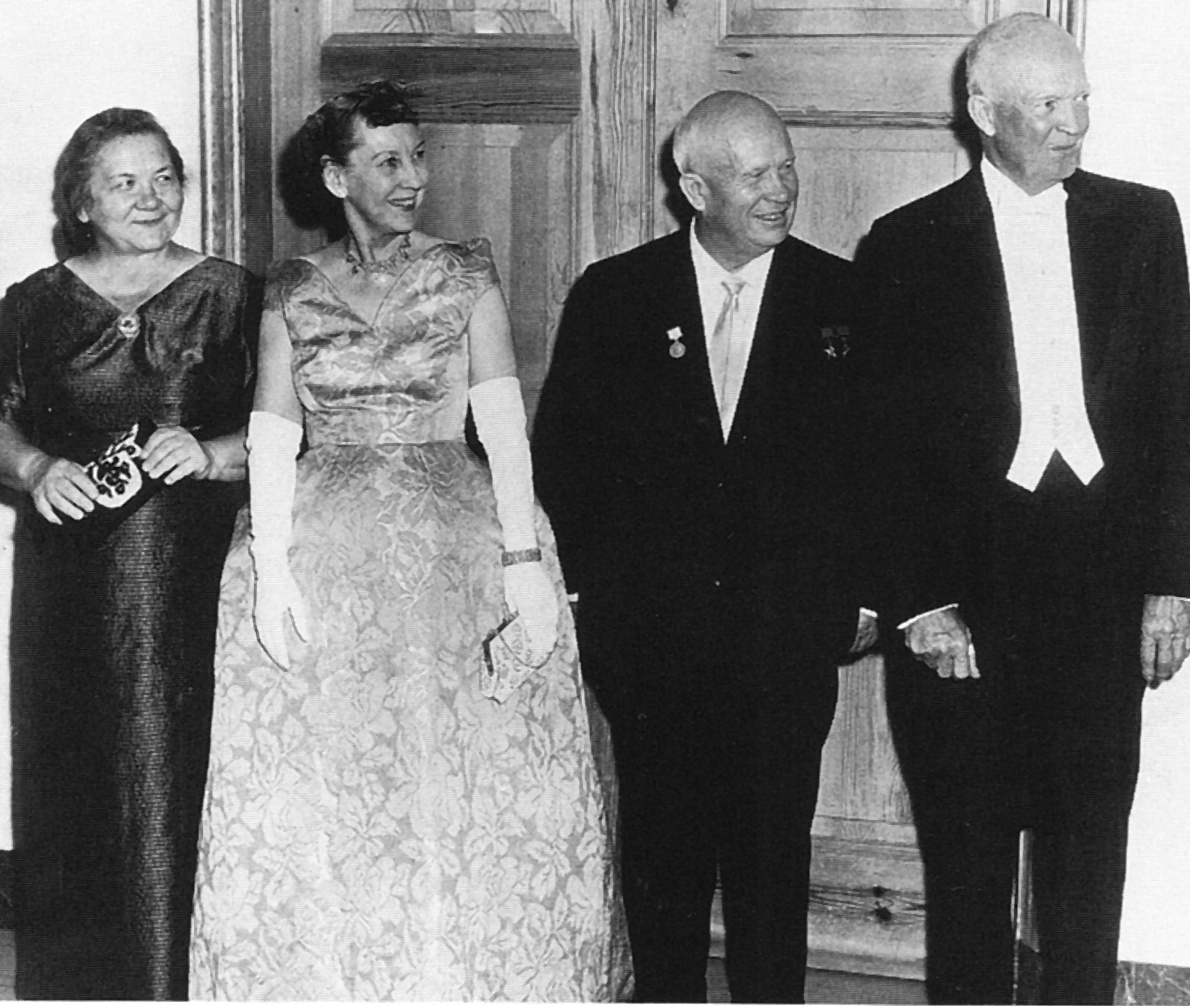
フルシチョフ夫妻と共に

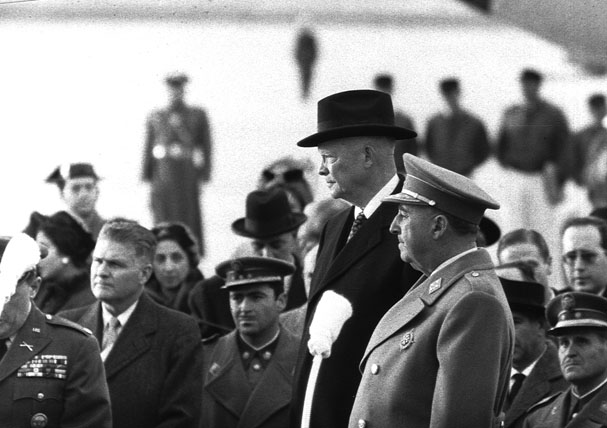
スペインのフランシスコ・フランコとアイゼンハワー

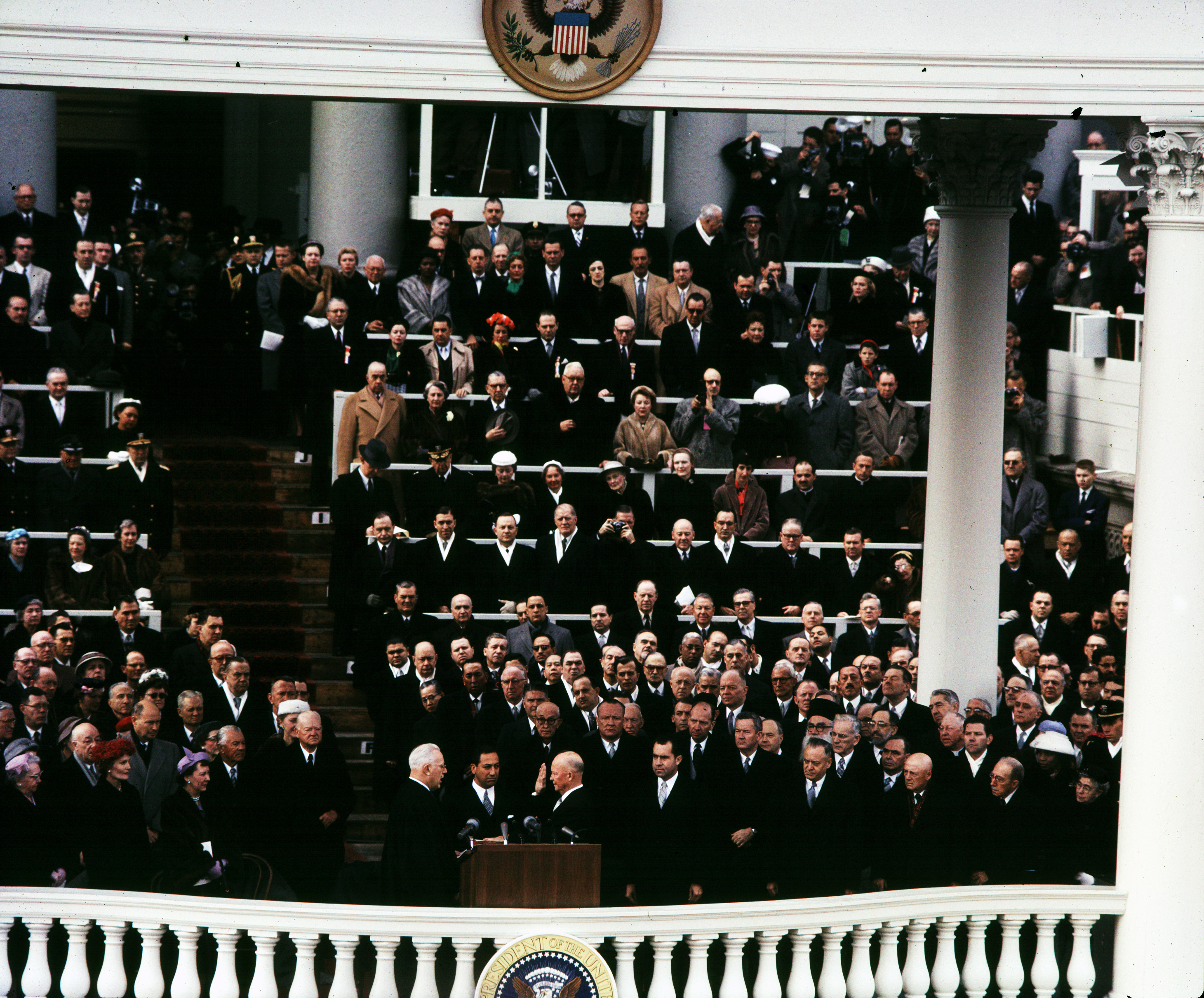
2期目の大統領就任式に臨むアイゼンハワーと副大統領ニクソン

大統領時代はソビエト連邦を筆頭とする東側諸国とアメリカ合衆国を代表とする西側諸国との冷戦の最盛期ともいえる時代であった。アイゼンハワー政権を支えた副大統領ニクソンと国務長官ジョン・フォスター・ダレスは、共産主義との戦いを指揮、拡大した。また、当時のジョセフ・マッカーシーを代表とする共和党右派の過激な反共主義者の煽動も存在した。だが、ジョージ・ケナンによって提唱された封じ込め政策を受け、平和共存と穏健な保守路線を追求した。その一方で、反共主義者であった国務長官ダレスの影響によるところが大きいと見られるが、恐怖による核抑止論に基いて、民間人の大量死をもたらす大量の戦略核兵器の配備を進めた。この国防戦略「ニュールック政策」は、国防費削減を図りながらも、ソ連に対する抑止力として生産コストが低くなる核兵器配備を進めるもので、その使用をもちらつかせる姿勢は「瀬戸際政策」とも呼ばれ、長らく核戦争の恐怖を世界にもたらし、今日にも影響を及ぼしている。

#### アジア
就任後には行き詰まった朝鮮戦争を停止すると約束し、朝鮮戦争休戦協定が1953年7月に署名された。さらにアジアでの共産主義国による脅威をとどめるため、韓国と米韓相互防衛条約を、中華民国と米華相互防衛条約に署名したほか、東南アジア条約機構を形成した。また、副大統領ニクソンを日本、韓国、中華民国、オーストラリア、ニュージーランドなどの友好国に送り、自由主義陣営と同盟国を重視する外交を推進した。1954年1月7日、一般教書演説の中で中国共産党の行動を牽制。アジアで再び侵略行為に出た場合、アメリカは直ちに中共を攻撃すると明言した（ニュールック政策）。

##### （核先制使用の検討）
1958年の第2次台湾海峡危機では中国本土への核による先制攻撃を検討、最終的には中国を支援するソ連側からの核報復攻撃により、結果的に台湾・沖縄が破壊されることになってもやむをえないと政権関係者らは論議していた。アイゼンハワーはひとまずは核攻撃案を退け、通常兵器による反撃を決めた。ただ、政権内では中国が砲撃を中止しなければ早晩、核攻撃に踏み切らざるを得ないとの見方が支配的だったという。海峡危機はエスカレートすることなく、終了し、核戦争にはいたらなかった。

#### スペイン
トルーマンは第二次世界大戦の際に枢軸国寄りの中立姿勢をとったスペインのフランシスコ・フランコ政権に敵対的で、国際連合のスペイン追放決議に賛成し、アメリカ大使を召還してスペインに対するマーシャル・プランの財政援助も拒否していたが、冷戦の開始に伴って関係修復の機運が高まり、アイゼンハワーはスペインと米西防衛協定を締結して軍事援助・経済援助を行った。1959年12月には、スペインを訪問してフランコと歴史的な会見を行った。

#### インドシナ
トルーマンが拡大を続けたインドシナ戦争を戦うフランス軍へのアメリカからの援助は、1952年度までに年額約3億ドルに及び、アイゼンハワーが大統領に就任した1953年には約4億ドルに上った。4年間の援助総量は航空機約130機・戦車約850輌・舟艇約280隻・車両1万6000台・弾薬1億7000万発以上・医薬品・無線機などが送られている。また1950年10月にサイゴンで組織されていたインドシナアメリカ軍事援助顧問団（MAAG）はフランス軍の兵力不足を補うべく活動した。
1953年11月に行われたディエンビエンフーの戦いにおいて、フランス軍降伏の報せを聞いた副大統領ニクソンは、周辺山岳地帯に集結したベトミン軍に対する小型原子爆弾の使用をアイゼンハワーに進言したが却下された。またアメリカの統合参謀本部はフィリピンに展開しているボーイングB-29爆撃機による支援爆撃を主張したが、アイゼンハワーはこれも却下した。
1954年にジュネーブ協定が締結されインドシナ戦争が終結したことでフランスが去り、ベトナム共和国（南ベトナム）が成立した後の1955年11月には「インドシナ米軍事援助顧問団」が「南ベトナムアメリカ軍事援助顧問団」へと改組された。その後フランスに代わりインドシナ半島の反共勢力を支援することとなったアメリカと、ゴ・ディン・ディエム率いる南ベトナムとの関係は強化され、軍事支援の規模も拡大されたが、アイゼンハワー政権下においては正規軍の派遣は行われなかった。しかしケネディ政権では事実上の正規軍の派遣までその規模が拡大され、その後のベトナム戦争と第二次インドシナ戦争に発展していくことになる。

#### 日本
1957年6月に岸信介が初めてアメリカを訪問した際に、アイゼンハワーは岸を真っ先にゴルフに連れ出した。プレー後には「大統領になると嫌なやつともテーブルを囲まねばならないが、ゴルフは好きなやつとしかできない」と語るなど、両者の信頼関係の礎となった。
1960年1月に「1960年日米安保条約」が日本との間で締結されたのを受け、6月に岸の招待で日本を訪問しようと試みたが、安保闘争の最中の6月10日に訪日の日程を協議するため来日した大統領報道官ジェイムズ・ハガティ（当時の日本における表記は「ハガチー」）が東京国際空港周辺に詰め掛けた訪日反対デモ隊に包囲され、アメリカ海兵隊のヘリコプターで救助されるという事件が発生した。さらに6月15日には警官隊が国会議事堂正門前でデモ隊と衝突し、デモに参加していた大学生の樺美智子が圧死するという事件が発生した上、銃撃などによりアイゼンハワーの身に危害が加えられる可能性も出てきたという情報すら入ってきたため、最終的に日本側よりアメリカに訪日を止めるよう要請し、訪問を取りやめた。なお、その後の条約の自動承認を受けて、岸は辞職した。
日本本土への訪日は叶わなかったが、同年6月19日には当時アメリカの施政権下にあった沖縄を訪問している。嘉手納飛行場に降り立ち、那覇市までの約24kmを琉球政府の行政主席であった大田政作とともにオープンカーに乗りパレードを行っている。警察官700人に加えアメリカの海兵隊員15,000人が警備のため動員されたという。

#### 中東
1956年7月、スエズ運河の管理に関する論争で、イギリスとフランスのエジプトへの軍事介入を強く非難した（スエズ危機）。この際にアイゼンハワーは冷戦で対立していたソ連のニコライ・ブルガーニン閣僚会議議長と協力し、国際連合で拒否権を行使するイギリスとフランスを押し退けて米ソ協調で可決された安保理決議119によって平和のための結集決議に基づく緊急特別総会が招集され、同年11月2日にはイギリス・フランス・イスラエルに対して即時停戦を求める決議を求める総会決議997の採択に成功する。アメリカ合衆国・国際連合・ソビエト連邦により圧力を受け、同年11月6日にイギリスとフランスは停戦を受諾し、同年11月8日にはイスラエルも受諾してスエズ危機は解決した。アイゼンハワーは、悪化した英米関係の回復のため1957年に渡米したエリザベス女王をホワイトハウスに迎え、もてなしている。また、1959年にエリザベス女王から英国に招かれバルモラル城にて歓待を受けている。翌年1月には、バルモラル城で振舞われたスコーン(スコッチ・パンケーキ)のレシピをエリザベス女王から送られている(送る約束になっていたことを、アイゼンハワーの新聞記事を目にした女王が思い出した)。
大統領職の2期目である1957年にレバノンへ軍隊を送り、またシャー・マホメット・レザ・パーレヴィが権力を回復するためのイランでのクーデターを支援して、中東問題にますます没頭するようになった。

#### ソビエト連邦
アイゼンハワー政権でアメリカは初の世界的核戦力を所持したが、世界は核兵器を含む第三次世界大戦を恐れていた。1953年3月のスターリンの死後、後継者のニキータ・フルシチョフと核兵器競争の停止の合意に達する可能性を望んだ。同年末に国際連合総会で行った「平和のための原子力」演説は有名である。
ソ連のリーダーと首脳会議を開催するいくつかの試みはなされたが、そのような試みは最終的に、1960年にソ連上空でU-2偵察機が撃墜されたこと（U-2撃墜事件）で失敗した。フルシチョフは、自身の回想録音テープの中で「アイゼンハワーは事あるごとにダレスの助言が無いと返答出来ない」と見透かし、自国と自身の優位を感じたという。なお、アイゼンハワーはモスクワのレーニン廟から初めて赤軍のパレードを閲兵した外国人である。

#### キューバ
大統領任期の末期（1959年1月1日）、キューバに社会主義革命政府が誕生し、当初革命指導者のフィデル・カストロはアメリカに歩み寄る姿勢を見せ、革命直後に行われたアメリカ訪問時にはアイゼンハワーとの会見を申し出たが、「カストロは容共的である」との政府内からの報告を受けて会見をせず（わざわざゴルフに行くなどして侮辱的な対応をしている）、その後もカストロ率いる革命政府に対して距離を取ったこともあり次第にカストロはソ連との関係を深めた。
その後ソ連との関係が深まることと同時に、カストロはアメリカ資産の差し押さえや国営化を進めたため、アイゼンハワーはキューバに対して国交断絶と経済制裁を行うこととなり、この対立関係はケネディ政権に持ち越された。

### 国内問題

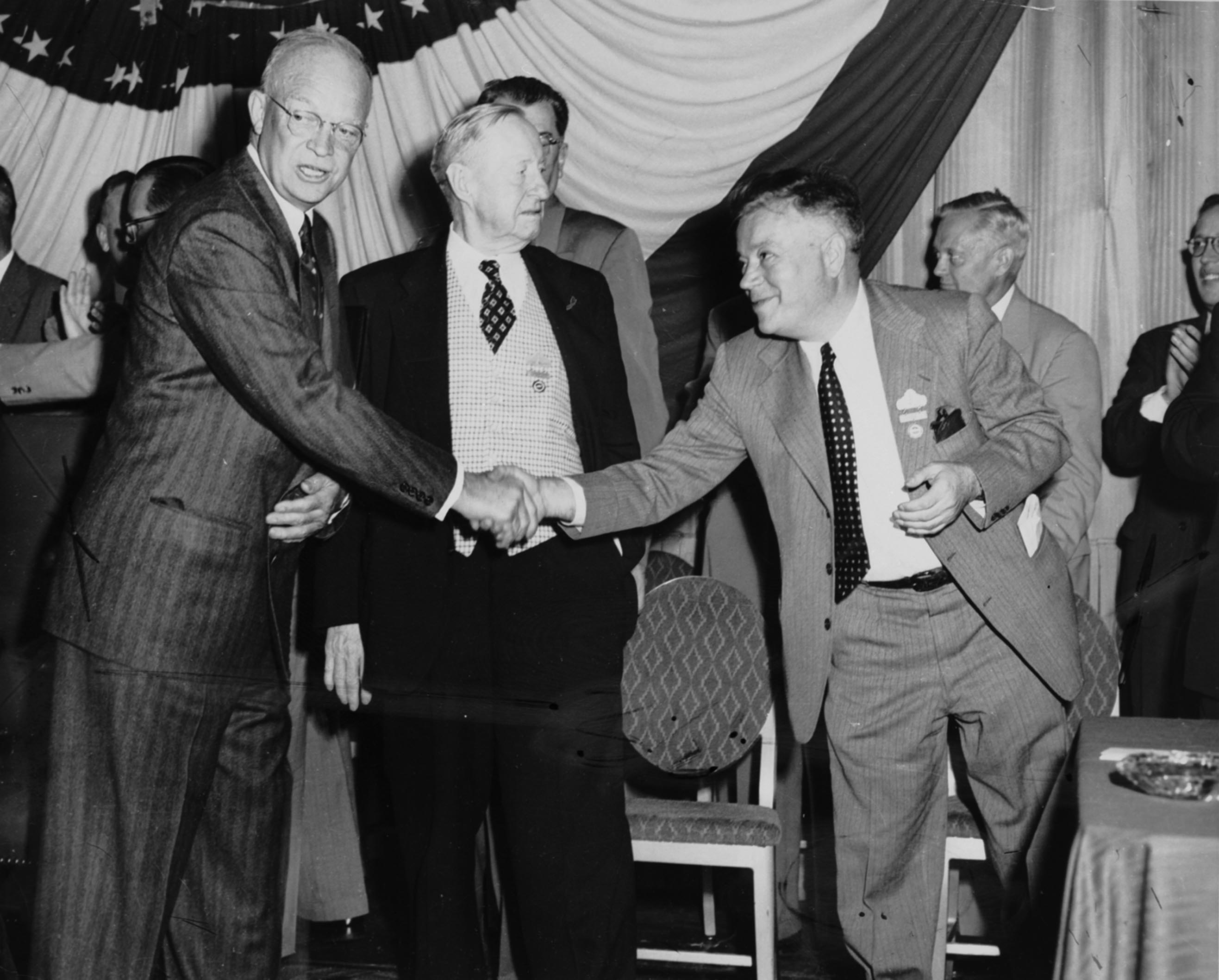
アメリカ労働総同盟大会に出席したアイゼンハワー

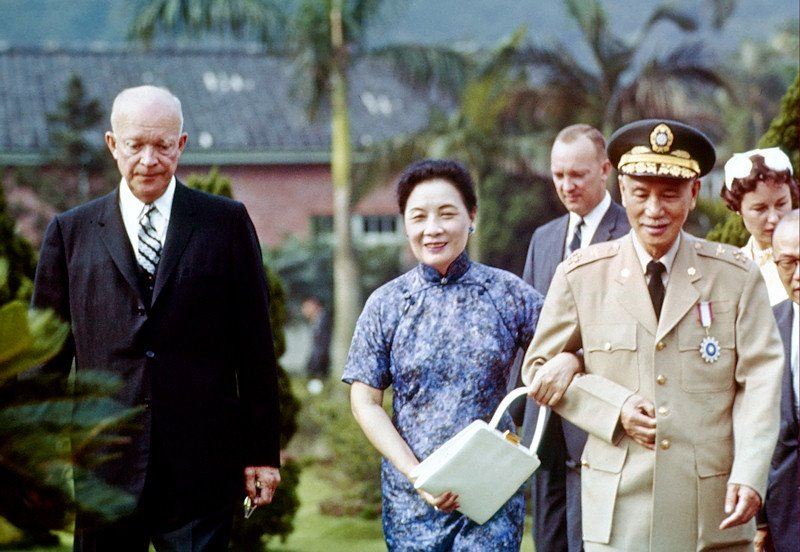
中華民国の蒋介石総統からの歓迎を受けるアイゼンハワー

多くの共和党の大統領と同じく、自由企業経済が自らを発展させるべきだと考え、国内政策にほとんど興味を持たなかった。1952年アメリカ合衆国大統領選挙の圧勝は、共和党に上下両院の主導権を与えたが、民主党は国内政策に対する批判で、1954年の中間選挙で主導権を回復した。議会リーダーで特にサム・レイバーン下院議長との良好な関係を作り上げることで対応した。また、アイゼンハワーは多くの実業家を閣僚に任命して国を統治させた。それによって外交問題に専念することができた。

#### 経済政策
国内で果たした功績として、1956年に承認した連邦補助高速道路法が挙げられる。同法はアメリカ国内4万1000マイルの幹線道路網を構築するというアメリカ史上最大の公共工事プログラムだったが、これはかつてアイゼンハワーが関与した軍事警護で、アメリカ大陸を横断するのに62日を要した経験が生み出したものであった。
もう一つの成功は在職中に世帯所得を20パーセント増加させたことであり、大変誇りとしていた。アイゼンハワーは内閣に10番目の省として保健教育福祉省を新設した。また大統領在任中の3ヶ年において、収支の均衡の取れた予算を達成していることも注目される。

#### 人種差別問題への対応
「1950年代に共産主義および黒人公民権の2つの主な問題において、アイゼンハワーは強いリーダーシップを発揮しなかった」と評価されることもあるが、以下のような事実もある。1957年、ブラウン対教育委員会裁判の判決以降も白人しか入学させていなかったアーカンソー州立リトルロック・セントラル高校への9人の黒人学生の入学を、再選のための白人票稼ぎを目論んだ白人至上主義者の民主党州知事オーヴァル・フォーバスが拒否し、「白人過激派による襲撃事件が起きるという情報があるので学校を閉鎖する」という理由をつけて州兵を召集し、学校を閉鎖して黒人学生の入学を妨害するという事件が起きた。
これに対してアイゼンハワーはフォーバスに事態の収拾を図るよう命令したが、この命令が無視されたため、急遽アメリカ陸軍の第101空挺師団を派遣し、入学する黒人学生を護衛させた（リトルロック高校事件）。

#### 赤狩りへの対応
上院議員ジョセフ・マッカーシーによる反共主義のキャンペーン（赤狩り）に対し、共和党の融和・団結を重視するとして、公的に非難する態度をとらなかったことで非難された。もっとも私的にはマッカーシーを嫌っていた。友人でもある大戦中の同僚で、トルーマンの下の国務長官だったジョージ・マーシャルをマッカーシーが非難していたからである。アイゼンハワーは、「私は彼に跪いて落ちぶれるつもりは無い」と非公式に発言した。

#### ニクソン副大統領との関係

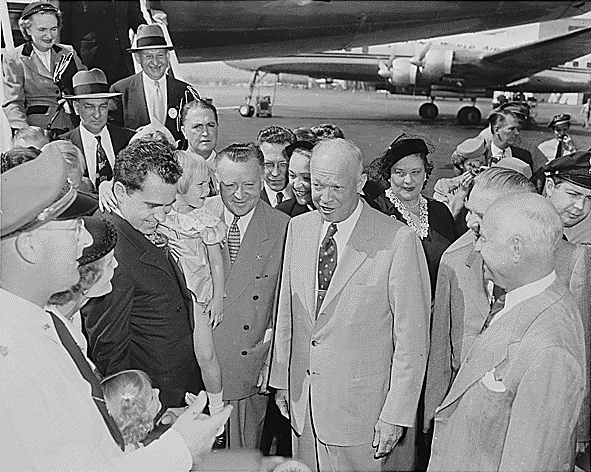
ニクソン副大統領と共に（1952年）

副大統領を務めたリチャード・ニクソンに対しては複雑な感情を抱いていたと言われる。ニクソンは副大統領としてアイゼンハワーを支え続けた8年間の間に多くの汚れ役を背負い、その仕事を忠実にこなした。これを誇りに感じていたニクソンは1960年アメリカ合衆国大統領選挙において、経験に欠けたケネディに対して2期8年間の副大統領として積んだ実績をキャンペーンした。
しかし、アイゼンハワーはニクソンが共和党の候補として出馬した際にニクソンを指名するように依頼された時、冗談を意図して「1週間くれ。そうすれば考えても良い」と返答し、単なる一共和党候補として不承不承にニクソンを支持した。これはニクソンに対する厳しい打撃だった。ニクソンはケネディに対して歴史上に残る僅差で敗北すると、アイゼンハワーを非難した。　

#### 内閣
| 職名             | 氏名                             | 任期            |
| ---------------- | -------------------------------- | --------------- |
| 大統領           | ドワイト・D・アイゼンハワー      | 1953年 - 1961年 |
| 副大統領         | リチャード・ニクソン             | 1953年 - 1961年 |
| 国務長官         | ジョン・フォスター・ダレス       | 1953年 - 1959年 |
| 国務長官         | クリスチャン・A・ハーター        | 1959年 - 1961年 |
| 財務長官         | ジョージ・M・ハンフリー          | 1953年 - 1957年 |
| 財務長官         | ロバート・B・アンダーソン        | 1957年 - 1961年 |
| 国防長官         | チャールズ・E・ウィルソン        | 1953年 - 1957年 |
| 国防長官         | ニール・H・マッケロイ            | 1957年 - 1959年 |
| 国防長官         | トーマス・S・ゲイツ              | 1959年 - 1961年 |
| 司法長官         | ハーバート・ブラウネル・ジュニア | 1953年 - 1957年 |
| 司法長官         | ウィリアム・P・ロジャース        | 1957年 - 1961年 |
| 郵政長官         | アーサー・E・サマーフィールド    | 1953年 - 1961年 |
| 内務長官         | ダグラス・マッケイ               | 1953年 - 1956年 |
| 内務長官         | フレッド・A・シートン            | 1956年 - 1961年 |
| 農務長官         | エズラ・T・ベンソン              | 1953年 - 1961年 |
| 商務長官         | シンクレア・ウィークス           | 1953年 - 1958年 |
| 商務長官         | ルイス・L・ストラウス            | 1958年 - 1959年 |
| 商務長官         | フレデリック・H・ミューラー      | 1959年 - 1961年 |
| 労働長官         | マーティン・P・ダーキン          | 1953年          |
| 労働長官         | ジェームズ・P・ミッチェル        | 1953年 - 1961年 |
| 保健教育福祉長官 | オヴェータ・カルプ・ホビー       | 1953年 - 1955年 |
| 保健教育福祉長官 | マリオン・B・フォルサム          | 1955年 - 1958年 |
| 保健教育福祉長官 | アーサー・S・フレミング          | 1958年 - 1961年 |

### 大統領退任後

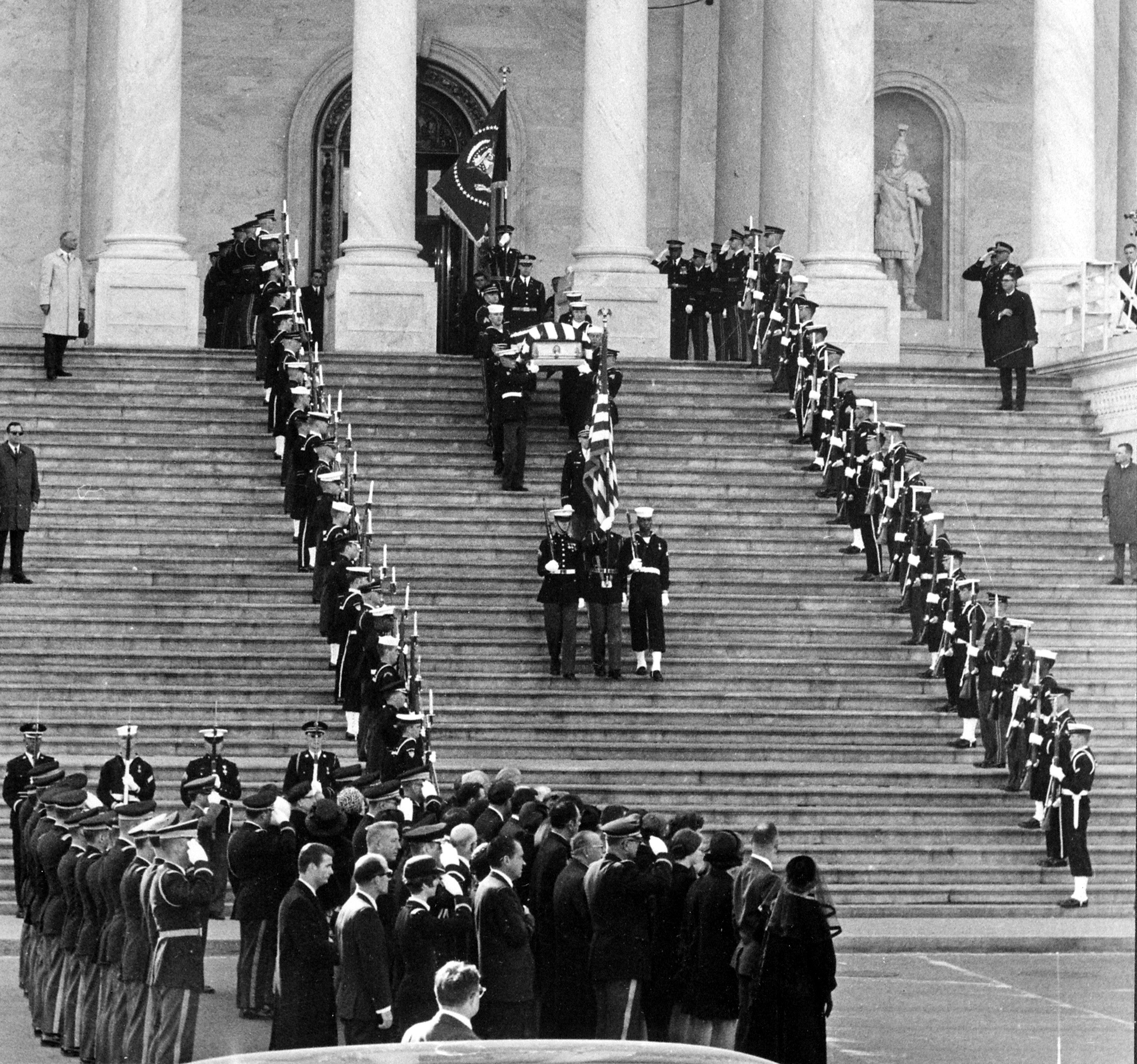
国葬の様子（1969年3月）

退任後はペンシルベニア州ゲティスバーグにある農家にて隠棲したが、政治生活から完全に退いてはおらず何度か公の場に姿を現した。1964年の共和党全国大会で演説し、ゲティスバーグから共和党の選挙運動の広告で党候補であるバリー・ゴールドウォーターと共に登場した。1969年3月28日にワシントンD.C.にあるウォルターリード陸軍病院で、鬱血性心不全（うっけつせいしんふぜん）のため死亡した。78歳没。

### 死後

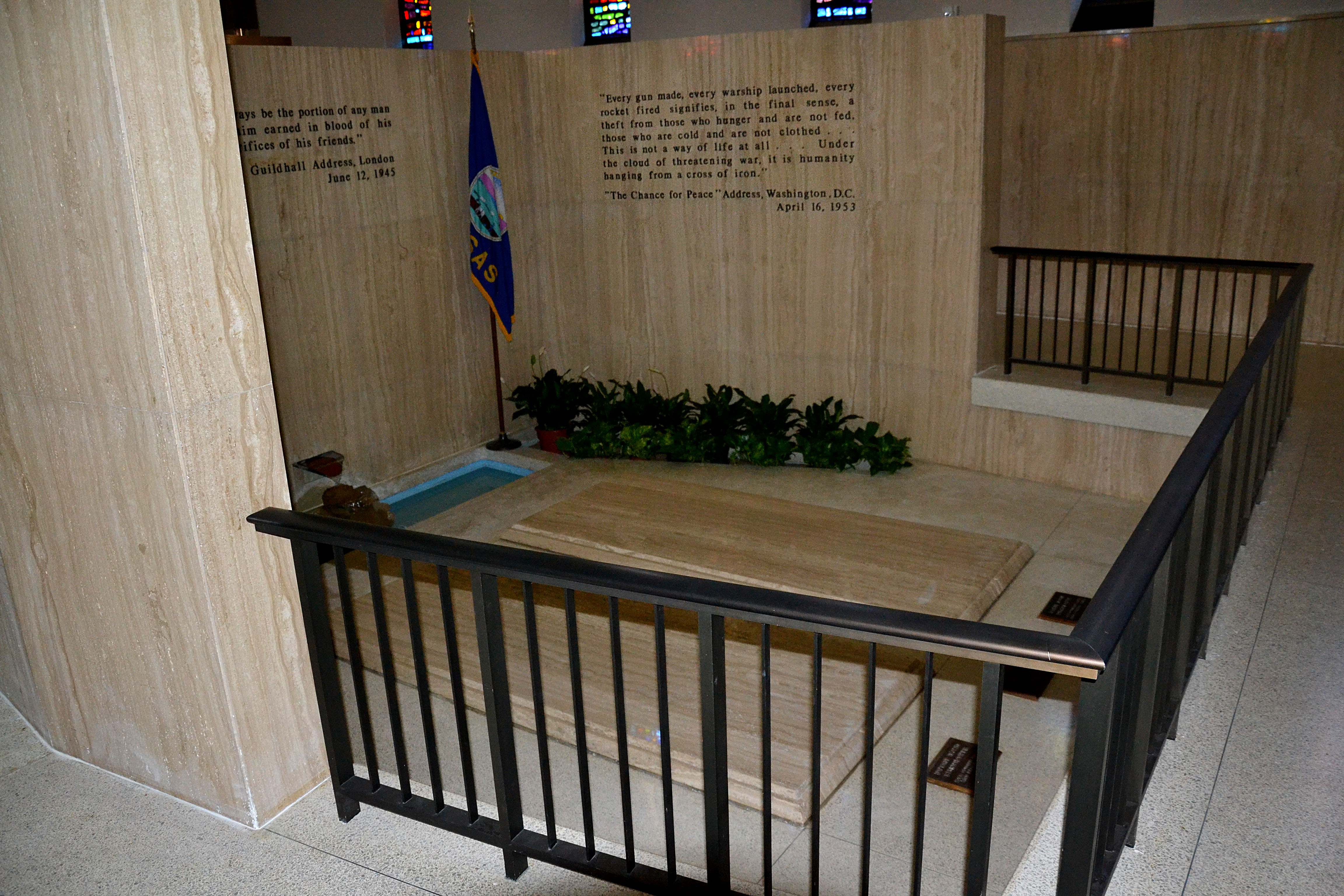
アイゼンハワーの墓

戦後の大半をペンシルベニア州バレーフォージで過ごしたが、記念館は在所のカンザス州アビリーンにある。
1971年から1978年まで、アイゼンハワーの肖像は1ドル銀貨に使用された。また、ニミッツ級航空母艦の2番艦に名が使用された。

#### アイゼンハワー公園

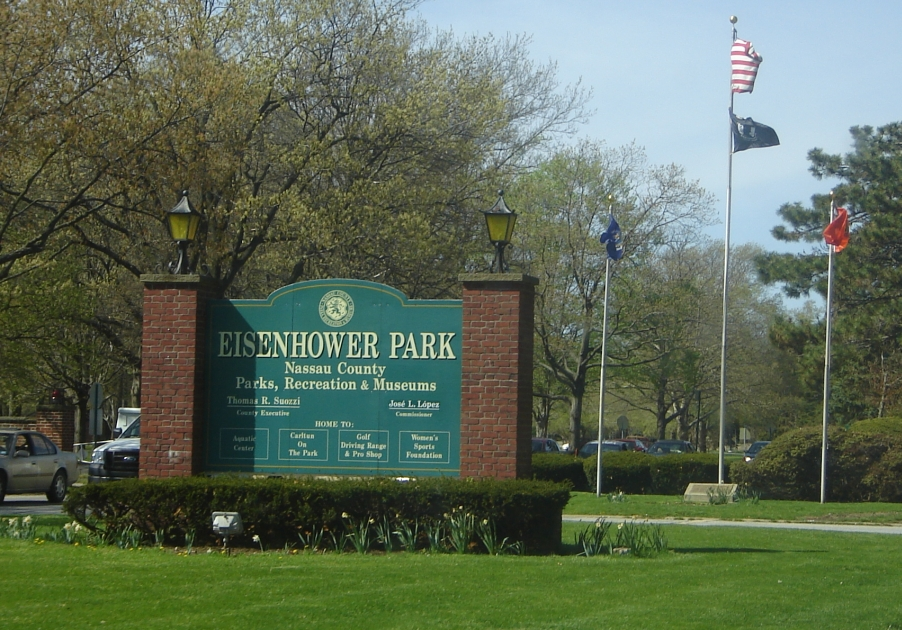
アイゼンハワー公園エントランス

アイゼンハワーがアスレチックや家族施設などを設置したニューヨーク州イーストメドウの公園は、1969年10月13日にアイゼンハワー記念公園と改名され、現在に至る。
公園内にはレクリエーション施設のほか、退役軍人記念公園も包含されており、軍人を顕彰する石碑などが設置されている。

## 評価
大統領時代は高い支持率を保ち続けたものの、退任すると若く活動的に見えた後継者ジョン・F・ケネディとの対比から、「何もしない大統領だった」と批判され、その評価は下がった。ただし、その後に暗殺されたケネディも同様の批判を受けた。
1960年代および1970年代のリベラルな風潮の中で前任のトルーマンから引き継いだ公民権運動への支援やマッカーシズムへの抵抗により、近年評価は回復した。歴史家の最近の投票では、アイゼンハワーは全ての大統領の間で11番目と評価された。しかし何人かの歴史家は、「アイゼンハワーの最も大きな業績は大戦中の軍司令官時代のものだった」としている。
職業軍人出身らしく戦争の残虐さを身をもって体験しており、外交は情報収集を基本に行い、また冷戦真っただ中の任期にあっても、スプートニクショックの際も国防費の増額はせず、軍産複合体制を批判した。
1960年、日本政府より大勲位菊花章頸飾を授与された。

## 広島とその原爆投下反対に関する問題
- 太平洋戦争で日本の敗戦が決定的になり、原子爆弾の使用は不要であることを広島への原爆投下以前の1945年7月20日にスティムソン陸軍長官に語ったなど、原爆の使用を強硬に反対していたことを、戦後の1948年と1963年の回顧録で主張している。日本への原爆投下が民主党政権下で行われたため、退役後に共和党派であることを明らかにした多くの将軍ら（マッカーサーも含む。）が同様に、戦後になって実は自分は反対していたと主張している。当時の政治状況からこのような形になったものだが、ウェラースタインによれば、現在の米国では一般に、共和党員とくに軍関係者が過去を振り返って原爆投下に賛成で、リベラル派は原爆投下を過ちあるいは戦争犯罪の中間にあるものと見ているため、この点は米国民にもよく混乱を招くとしている[31]。アイゼンハワーはスティムソン陸軍長官に対し、戦後間もない回顧録では「アメリカが世界で最初にそんな新兵器を使用する国になるのを私は見たくない」「当時はよく事情を知らず、アメリカが使わなければ、他国も核兵器が開発可能であることに気付かないと思った」として原爆投下に反対し、「しかし、ポツダム宣言を受諾しなければ日本に原爆投下することは既に決まっていた」と述べている[32]。これが、後の大統領退陣後の回顧録では「日本の敗北は明かなので使う必要はない」「使えば、世界からの非難が懸念される」と反対したとする[33]。しかし、1955年にアイゼンハワーがウィリアム・ポーリーに出した書簡の内容では、原爆投下を避けるよう口頭で述べたが、スティムソンからは多数のアメリカ人を救うためと言われた、自分もその頃は日本進攻は困難だと思っていたであろう（だから、それで話を済ませた）、太平洋では多くの血まみれの戦いがあったし米兵の命を救うためであれば誰も非難できることではないはずだ、このときの話は何か記録に残っているかは分からないが記憶している者はいるだろうとして、何人かの名前を挙げている[34]。これらについて、可能な限り多くの裏付け情報源を調べたとされる歴史家のバートン・バーンスタインは、恐らくアイゼンハワーはこのような話をしておらず、この主張はアイゼンハワーが自身を道徳的な軍人であるように見せるためのもので、その記憶とすることは事実ではなかった可能性が高いと結論づけている[31][35]。
- ソ連にドイツの首都ベルリンをはじめ東ドイツをソ連側に先に占領された経験から、アイゼンハワーはスティムソンやトルーマンに、日本との極東での戦争にソ連を参戦させないよう、助言したとも言われている。寧ろこの助言を受けた結果、トルーマンらはソ連参戦の前に出来るだけ早く日本を降伏させるため、原爆の早期投下を決めたとする説もある[36]。こちらの助言については、前述の1955年にポーリーに出した書簡では、やはり同じ1945年7月20日にスティムソンに会った際に、アイゼンハワー自身としてはソ連参戦を止めることはもはや不可能と考えていたが、ドイツも降伏しソ連の協力が必要ないことは確かなので、単にこちらからソ連に参戦を強く要望するまでのことはないと言っただけであると、主張している[34]。なお、作家の北杜夫のように、原爆投下が日本の降伏決定を早め、そのためソ連軍が日本に上陸することなく、日本の分割占領が防がれたと考える日本人もいる[37]。
- 戦後になってからのことであれば、第三者によるものとして、1945年10月、フランクフルト郊外の自宅で駐ソ連大使ハリマンを迎えた夕食の際の話として、「アイゼンハワー氏は、原爆を使わずに戦争が終わっていたらどんなに良かったことか、と話した」とハリマンは記している[38]。
- 被爆地の広島に原子力発電所を造る案が1953年時点でアメリカ政権内で浮上していた。ストローズ原子力委員長は広島への原発建設案を大統領に就任したアイゼンハワーに提案したが、アイゼンハワーは「その考えは捨てた方が良い。（原爆を使ったことへのアメリカの）罪悪感を示すことになるからだ」と発言したという[39]。

## その他
- 大統領時代の1958年5月22日にアメリカNBCの系列局WRC-TVのワシントンD.C.スタジオの開所式典に招かれ、来賓として祝辞を述べている。この模様は生放送されたばかりか、当時出始めの放送用の2インチのカラーVTRでも収録された。その時収録されたビデオテープが、現時点において現存が確認されている最古のカラービデオテープであり、またカラー放送史において非常に貴重な資料の一つとされている。このビデオテープは後にデジタルリマスタリングされて、アメリカNBCのビデオ・アーカイブスはもちろんのこと、カンザス州のアイゼンハワー・ライブラリーにも保管されている[注釈 1][40]。
- 第二次世界大戦中に着ていた「ウール・フィールドジャケット」が愛称を取って「アイクジャケット」（IKE Jacket）と呼ばれ、アメリカ合衆国の警察官や保安官の着ている防寒ジャンパーにその形式（丈は腰まで、両肩に肩章、両腹部にはボタン止めの蓋を持つパッチポケット）を残す。『ピーナッツ』でも、スヌーピーが復員軍人の日にアイクジャケットを着るエピソードがある[41]。
- 核攻撃を受けた際の連邦議会開催のための核シェルターを、ウエストバージニア州グリーンブライア郡の高級ホテル地下に構築した。
- 1953年、メリーランド州にある大統領の保養所「シャングリラ」を、自身の父と孫の名前にちなんでキャンプ・デービッドに改称した[42]。
- クローン病という難病を抱え、大統領在任中に2回手術を受けたと伝えられている。
- コカ・コーラを愛飲し、第二次世界大戦中の1943年6月29日にジョージ・C・マーシャル陸軍参謀総長宛てで「300万本の瓶詰めコカ・コーラ、月にその倍は生産できるボトリング装置一式、洗浄機および栓を至急送られたし」と電報を送ったほどである。また政治的にもザ コカ・コーラ カンパニーの支援を受けていた。
- 身長は5フィート10.5インチ（約179センチメートル）だった[43]。

## 著作
- 朝日新聞社 訳『ヨーロッパ十字軍 最高司令官の大戦手記』朝日新聞社、1949年12月。NDLJP:1162819。
- 『アイゼンハワー回顧録』（仲晃、佐々木謙一、渡辺靖 訳、みすず書房（全2巻）、1965-1968年、改訂版2000年）ISBN 9784622049777

## 関連書籍
- 『アイゼンハウアー 民主主義の兵士』K.デーヴィス 土屋明訳、読売新聞社、1952年
- 『アイゼンハワー 彼は世界を動かしている』ジョン・ガンサー、木下秀夫訳、文藝春秋新社、1952年
- 『アイゼンハワー 昇る巨星』沢田謙、偕成社（偉人物語文庫）、1953年
- 『人間アイゼンハウァー』松山敏、人生社（人生伝記新書）、1953年
- 『アイゼンハワーの兄弟 偉大なアメリカの遺産』ベラ・コルニッツア 深沢正策訳、時事通信社、1956年
- 『アイゼンハワー 人間アイゼンハワーの全貌』松山悦三 アジア書院、1960年
- 『愛は絶ちがたく アイゼンハワーとの秘められた恋』ケイ・サマーズビー・モーガン 関口英男訳、パシフィカ年、1977年12月
- 『ヴェトナム戦争の起源 アイゼンハワー政権と第一次インドシナ戦争』赤木完爾 慶応通信、1991年6月
- 『アイゼンハワー政権の中東政策』泉淳 国際書院、2001年6月
- 『アイゼンハワー政権と西ドイツ 同盟政策としての東西軍備管理交渉』倉科一希 ミネルヴァ書房（国際政治・日本外交叢書）、2008年6月
- 『アイゼンハワー政権の封じ込め政策 ソ連の脅威,ミサイル・ギャップ論争と東西交流』佐々木卓也 有斐閣、2008年2月

## アイゼンハワーを描いた作品
映画
- ノルマンディー 将軍アイゼンハワーの決断（2004年、主演：トム・セレック）

テレビドラマ
- 将軍アイク（1979年、主演：ロバート・デュヴァル）